# Steve Sumner
Steve Sumner   (Preston, 2 d'abril de 1955 - Nova Zelanda, 8 de febrer de 2017) fou un futbolista neozelandès, nascut a Anglaterra, de la dècada de 1980.
Fou internacional amb la selecció de futbol de Nova Zelanda amb la qual participà a la Copa del Món de futbol de 1982.
El 1973 es traslladà a Nova Zelanda per jugar a Christchurch United. També destacà a Manurewa AFC.

## Referències

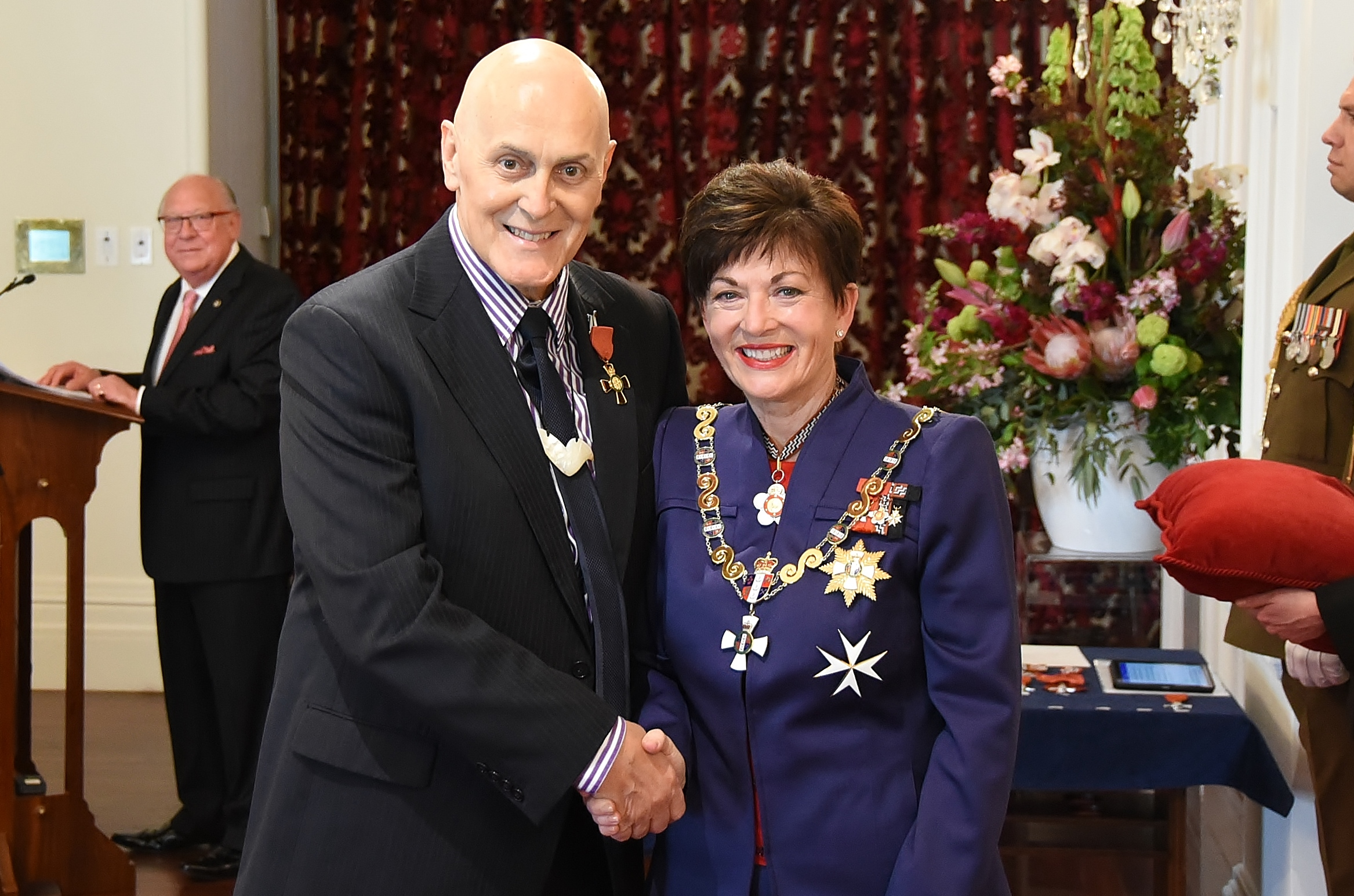
Sumner el 2016, investit Orde del Mèrit de Nova Zelanda per la governadora-general Patsy Reddy.